# Kuskowo-Bzury
Kuskowo-Bzury – kolonia w Polsce, w województwie mazowieckim, w powiecie mławskim, w gminie Strzegowo.
Do 2023 miejscowość była częścią wsi Kuskowo-Glinki.
W latach 1975–1998 Kuskowo-Bzury administracyjnie należała do województwa ciechanowskiego.
Obok Kuskowa-Bzur przepływa rzeczka Wisiołka, dopływ Wkry.